# Giraffa reticulata
La jirafa reticulada (Giraffa reticulata), más conocida comúnmente como jirafa somalí, es una subespecie de jirafa nativa de Somalia, norte de Kenia y sur de Etiopía. Con base en estudios genéticos algunos la consideran una especie. Las jirafas reticuladas pueden cruzarse con otras subespecies de jirafa en cautiverio o si entran en contacto con poblaciones de otras subespecies en la naturaleza.
La jirafa reticulada es una de las más conocidas subespecies de jirafa, y junto con la jirafa de Rothschild es, con mucho, la jirafa más comúnmente vista en zoológicos. Su pelaje está formado por grandes manchas poligoninales de color hígado descritos por una red de líneas blancas brillantes. En bloques a veces puede aparecer de color rojo oscuro y también puede cubrir las piernas. La extraordinaria altura de las jirafas se atribuye a un ritual conocido como "estrangulamiento" en el que dos machos luchan por los derechos de reproducción al estrellar sus cuellos entre sí. Las jirafas con los cuellos más altos y fuertes salen victoriosas y se reproducen, por lo que pasan estos genes a las generaciones siguientes.

## Hábitat
Las jirafas se encuentran en África, en los cotos de caza y parques naturales. Apenas se encuentran en la naturaleza debido a la caza furtiva y el sobre desarrollo de los seres humanos. Las jirafas se suelen encontrar en todas partes de África, excepto el norte de África. La vegetación es muy escasa y la tierra está demasiado poblada para dar cabida a esta especie. Las jirafas prefieren las sabanas abiertas, pero a veces se aventuran en áreas boscosas. Fácilmente se pueden camuflar al esconderse entre los árboles.

## Dieta

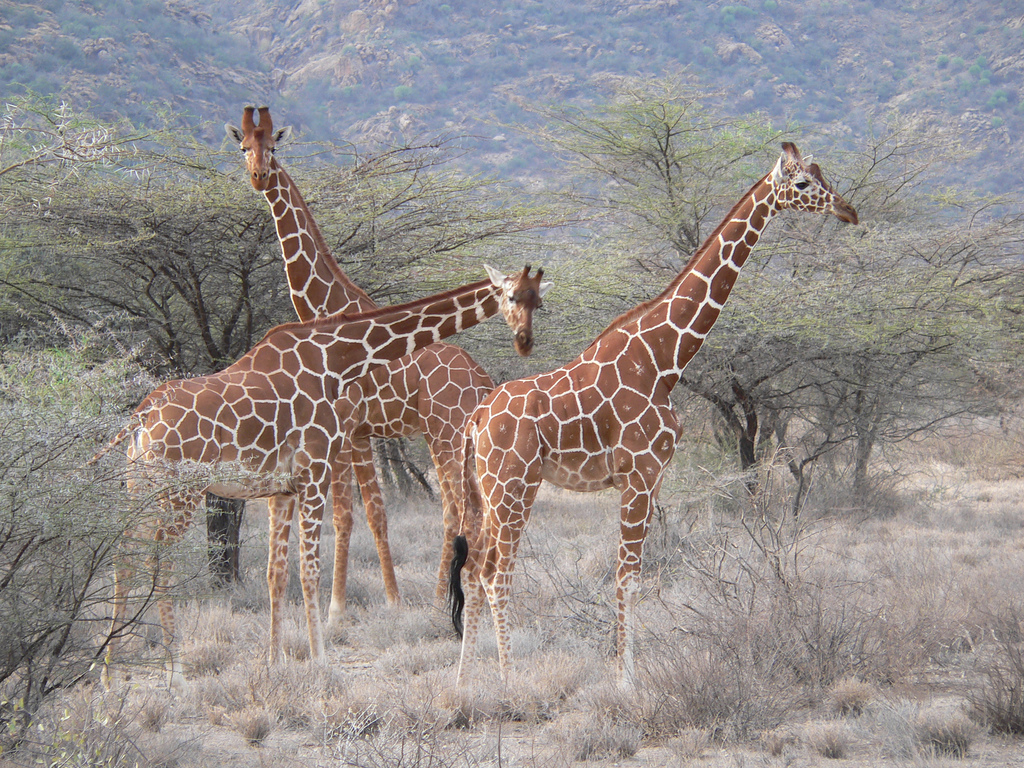
Jirafa Reticulada

Las jirafas reticuladas son herbívoros, ya que se alimentan principalmente de plantas, a pesar de que han sido vistas comiendo el cadáver de un antílope. La comida favorita de una jirafa son los arbustos y los árboles de acacia que frecuentan el paisaje africano. Mientras que estas hojas son las preferidas, una jirafa mastica muchos otros tipos de vegetación. Las preferencias alimentarias de las jirafas cambian según las estaciones: en la estación seca, que parecen estar satisfechas con el pino. Las jirafas se alimentan de forma constante, que significa que comen continuamente durante todo el día. Un macho es capaz de comer 75 libras de alimentos en un solo día. Las jirafas usar su sentido del olfato para localizar las hojas que quieren. Ingieren todo lo de rama de la hora de comer, incluidos los insectos, la corteza, y las espinas. La jirafa usa la lengua masiva (hasta dieciocho pulgadas de largo) para raspar la hoja. Las jirafas tienen los labios muy duros para protegerse contra el rayado.
Mientras que el árbol de acacia es el favorito de la jirafa, también son conocidas por comer bayas y otras frutas. Las jirafas tienen entrado en estado de embriaguez después de comer bayas, ya que algunas fermentan en el estómago. Las jirafas reticuladas son rumiantes, al igual que las vacas y otros ungulados. Como se explica en Stattler Jirafas, Los Centinelas de la Sabana, el estómago de la jirafa tiene cuatro partes, con lo que la comida pasa a través de la primera y el agua va directamente a la segunda. El primer estómago digiere parcialmente las ramitas, hojas y cualquier otra cosa que la jirafa haya ingerido entera. Durante el día, cuando el animal no se alimenta, las partes de esta mezcla fermentada se traen de vuelta desde el estómago en terrones duros. Las jirafas mastican estas protuberancias, llamadas bolo, durante todo el día, ayudando a romper aún más la comida. Una vez que se realiza la masticación en la mandíbula del rumiante, se envía al tercer estómago, y finalmente el cuarto estómago sirve para ser digerir completamente.
Las jirafas son muy buenas en la conservación del agua en el clima africano caliente. Son capaces de conservar y mantener la temperatura de su cuerpo, en parte debido a su forma ya que sus largas y delgadas permiten liberar rápidamente el calor. Las hojas que comen son en realidad una buena fuente de agua, y les permiten pasar días enteros sin beber un sorbo de agua. Las jirafas tienen dificultades a la hora de hacer que sus enormes cabezas desciendan hacia el suelo para beber, y eso también las hace vulnerables a los depredadores. Son capaces de doblarse por la difusión de sus patas delanteras y estirando su cuello hacia abajo.

## Cuello
La razón comúnmente aceptada por la que las jirafas tienen cuellos tan largos fue propuesta por Charles Darwin en 1871. Darwin extrajo su idea de muchos habitantes de África, quienes dijeron que la jirafa desarrolló su largo cuello para alcanzar las copas de los árboles, donde residen las mejores hojas. Esto representa una posible ventaja para la jirafa que se alimentan de las hojas principales.
Sin embargo, esta teoría ha sido cuestionada por Simmons. En su investigación, Simmons descubrió que las jirafas se alimentan principalmente al nivel del hombro, sin llegar a las copas de los árboles en absoluto. Sólo llegar a la cima del árbol durante la estación lluviosa. También descubrió que de todas las jirafas estudiadas, sólo las de Sudáfrica se alimentaban de las hojas que estaban fuera del alcance de otros animales. Esto presenta un problema a la teoría de los cuellos largos como una ventaja en la alimentación.
Una teoría alternativa tiene que ver con los rituales de apareamiento y la selección sexual. Las jirafas suelen encontrar pareja a través de una técnica conocida como "estrangulamiento". Los machos se ponen uno junto al otro y sus cuellos pivotan violentamente entre sí. Cualquiera que sea la jirafa usa su cuello y la cabeza más eficaz y se mantiene en pie, y el más largo es declarado ganador y se le permite copular con la hembra. La hipótesis de Robert Simmons es que las jirafas con el cuello más largo y fuerte serían las que tienen más probabilidades de ganar el combate de "estrangulamiento".

## Reproducción
Una vez preñada, una jirafa hembra tiene un período de gestación de unos 15 meses y por lo general sólo tiene una cría de cada vez, pero puede tener hasta ocho a lo largo de su vida. Las hembras regresan al mismo lugar cada año para parir a sus crías. Las jirafas pueden tener hijos en todo momento durante el año, pero la mayoría de los nacimientos se producen durante la estación seca. Al nacer, las jirafas caen desde siete pies de altura al suelo, ya que la madre pare de pie. Las crías de jirafa pueden llegar a pesar hasta 100 kilos al nacer, y llegar a medir 6 pies de altura. Un bebé jirafa puede ponerse de pie menos de media hora después de nacer, y son capaces de alimentarse de la leche materna. Se sigue alimentando de la leche hasta que esté cerca de un año de edad. Pueden crecer 9 pulgadas durante el primer mes, y continuarán creciendo a un ritmo enorme durante el primer año. Después de eso, el crecimiento se reduce a menos de una pulgada por año. Las jirafas son un animal muy orientado a la manada, e incluso le confían el cuidado de sus crías a la multitud. Las hembras comienzan a reproducirse en unos 4 años, y los machos a 10 años.

## Depredadores y amenazas
Debido a su tamaño enorme y su capacidad para detectar el peligro, la jirafa tiene pocos depredadores. A menos que la jirafa sea un recién nacido durmiendo, o bebiendo, no son blanco de agresiones como alimento. Las jirafas han sido cazadas por leones y cocodrilos. Los seres humanos son una amenaza muy real a la jirafa, aunque se están haciendo esfuerzos para ayudar a conservarlos. Las jirafas son asesinadas por los cazadores furtivos por su pelo y su piel. Las jirafas tienen un pelaje muy grueso y resistente que es muy buscado para las pulseras y la cuerda. Algunas aldeas en Sudán se come carne de jirafa. En la actualidad, hay cerca de 100 000 jirafas itinerando África, aunque algunas subespecies han desaparecido casi por completo, con menos de 100 individuos. Las jirafas tienen que hacer frente a la mosca tsetsé, que se posa en ellas y les chupa la sangre. La mosca tsetsé es también portador de la enfermedad del sueño, una enfermedad peligrosa para los seres humanos. Las jirafas pueden utilizar sus poderosas colas para espantar las moscas y obtener algo de alivio de la plaga. Las jirafas tienen una relación simbiótica con algunos tipos de aves, especialmente con el búfago. Estas pequeñas aves se posan sobre las espaldas de la jirafa, y la alertan de los posibles depredadores. Los búfagos también comen ácaros y el polvo de la jirafa, manteniéndola limpia. Sin embargo, el búfago puede irritar las heridas producidas por peleas entre machos. Las epidemias han afectado también a la jirafa. La peor de todas, según la científica Ana Dagg, fue la peste bovina, que mató a cientos de jirafas en la década de 1880. La epidemia sigue resurgiendo en pequeñas ráfagas. Una en la década de 1960 acabó con la mitad de la población de jirafas de Kenia.